# Rumunia na Zimowych Igrzyskach Olimpijskich 2006
Rumunię na Zimowych Igrzyskach Olimpijskich 2006 reprezentowało 25 zawodników. Wystartowali oni w narciarstwie alpejskim, biegach narciarskich, łyżwiarstwie figurowym, łyżwiarstwie szybkim bobslejach, biathlonie, saneczkarstwie i short tracku.
Był to osiemnasty start Rumunii na zimowych igrzyskach olimpijskich.

## Wyniki reprezentantów Rumunii

### Biathlon
Kobiety
- Mihaela Purdea

sprint - 77. miejsce
bieg indywidualny - 75. miejsce
sztafeta - 14. miejsce
- Dana Plotogea

sprint - 48. miejsce
bieg pościgowy - 33. miejsce
bieg indywidualny - 72. miejsce
sztafeta - 14. miejsce
- Alexandra Stoian

sprint - 45. miejsce
bieg pościgowy - DNF
bieg indywidualny - 68. miejsce
sztafeta - 14. miejsce
- Éva Tófalvi

sprint - 70. miejsce
bieg indywidualny - 19. miejsce
sztafeta - 14. miejsce
Mężczyźni
- Marian Blaj

sprint - 77. miejsce
bieg indywidualny - 65. miejsce

### Bobsleje
Mężczyźni
- Mihai Iliescu, Levente Andrei Bartha

dwójka - 26. miejsce
- Nicolae Istrate, Adrian Duminicel

dwójka - 22. miejsce
- Nicolae Istrate, Adrian Duminicel, Gabriel Popa, Ioan Dănuț Dovalciuc

czwórka - 22. miejsce

### Biegi narciarskie
Mężczyźni
- Mihai Găliceanu

15km. stylem klasycznym - 72. miejsce
30km. stylem łączonym - 62. miejsce
50km. stylem dowolnym - DNS
sprint - 59. miejsce
- Zsolt Antal

15km. stylem klasycznym - 61. miejsce
30km. stylem łączonym - 47. miejsce
50km. stylem dowolnym - 46. miejsce
sprint - 65. sprint
Kobiety
- Mónika György

10km. stylem klasycznym - 60. miejsce
15km. stylem łączonym - 59. miejsce
30km. stylem dowolnym - 50. miejsce
sprint - 59. miejsce

### Łyżwiarstwo figurowe
Kobiety
- Roxana Luca

singiel - 26. miejsce
Mężczyźni
- Gheorghe Chiper

singiel - 14. miejsce

### Łyżwiarstwo szybkie
Kobiety
- Daniela Oltean

1000m - 35. miejsce
1500m - 35. miejsce
3000m - 26. miejsce
Mężczyźni
- Claudiu Grozea

5000m - 26. miejsce

### Narciarstwo alpejskie
Kobiety
- Bianca-Andreea Narea

slalom gigant - DNF
Mężczyźni
- Florentin-Daniel Nicolae

zjazd - 53. miejsce
kombinacja - 25. miejsce

### Saneczkarstwo
Mężczyźni
- Cosmin Chetroiu, Ionuț Țăran

dwójka - 18. miejsce
- Eugen Radu, Marian Lăzărescu

dwójka - 15. miejsce

### Short track
Kobiety
- Kătălin Kristo

500m - 23. miejsce
1000m - 22. miejsce
1500m - 18. miejsce